# Stromness (Georgia del Sur)
Stromness es una antigua estación ballenera abandonada, que se encuentra en la costa norte-central de la isla San Pedro. 
Dicha isla forma parte del archipiélago de las Georgias del Sur, considerado por la Organización de las Naciones Unidas (ONU) como un territorio en litigio de soberanía entre el Reino Unido —que lo administra como parte de un territorio británico de ultramar— y la República Argentina, que reclama su devolución, y lo incluye en el departamento Islas del Atlántico Sur de la provincia de Tierra del Fuego, Antártida e Islas del Atlántico Sur.
Era la central de las tres estaciones de la bahía Stromness, las otras dos eran Puerto Leith y  Husvik. Su importancia histórica reside en que fue el lugar de destino del épico rescate de Ernest Shackleton en 1916.
El nombre Fridtjof Nansen o Nansen apareció para este puerto en algunos mapas antiguos, pero desde la década de 1920 se consolidó el nombre Stromness, que proviene de la ciudad  homónima, en las Orcadas.

## Historia
En 1907 una factoría flotante fue establecida en Puerto Stromness; la estación en tierra fue construida en 1912. Stromness operó como una estación ballenera desde 1912 hasta 1931. En ese año, 1931, fue convertida en un astillero de reparación naval con una tienda de máquinas y una fundición. Permaneció operativa hasta 1961 cuando el sitio fue abandonado.
Sandefjord Whaling Company era una de las empresas que operaba en Strommness. Tenía una factoría flotante y mantenía equipos en tierra. Durante sus operaciones utilizaron grupos electrógenos a vapor del sistema de tranvías de Bergen, Noruega.
En 1916 Ernest Shackleton y una pequeña tripulación tocaron tierra en la despoblada costa sur de la isla San Pedro en la bahía Rey Haakon, después de un arduo viaje marítimo desde la isla Elefante en un bote salvavidas de 22 pies, James Caird. Shackleton junto con Tom Crean y Frank Worsley cruzaron caminando los glaciares y montañas del interior de la isla en un esfuerzo por encontrar ayuda en la costa norte y poblada de la isla. Después de 36 horas de caminata por el interior, arribaron al centro administrativo de Stromness, que también era el hogar del mánager de la estación ballenera noruega. Este edificio ha sido llamado la «Villa en Stromness» debido a que representaba cierto lujo en relación con sus alrededores. Todos los hombres fueron luego rescatados en la isla Elefante.
En las décadas siguientes a su cierre, Stromness ha estado sujeta a daños climáticos y muchos de sus edificios han quedado reducidos a ruinas. Sin embargo, recientes esfuerzos han sido hechos para restaurar la "Villa" y limpiar los desechos del resto del sitio en un intento de hacerlo seguro para los visitantes.
Stromness, junto con Husvik, Puerto Leith, y Puerto del Príncipe Olav, fueron declaradas en 2010 por el gobierno británico de las Islas Georgias del Sur y Sandwich del Sur como peligrosas para los visitantes, debido al peligro de colapso de los edificios. Los visitantes deben permanecer a más de 200 metros de las estructuras.
Fuera de Stromness existe un pequeño cementerio ballenero con 14 tumbas.

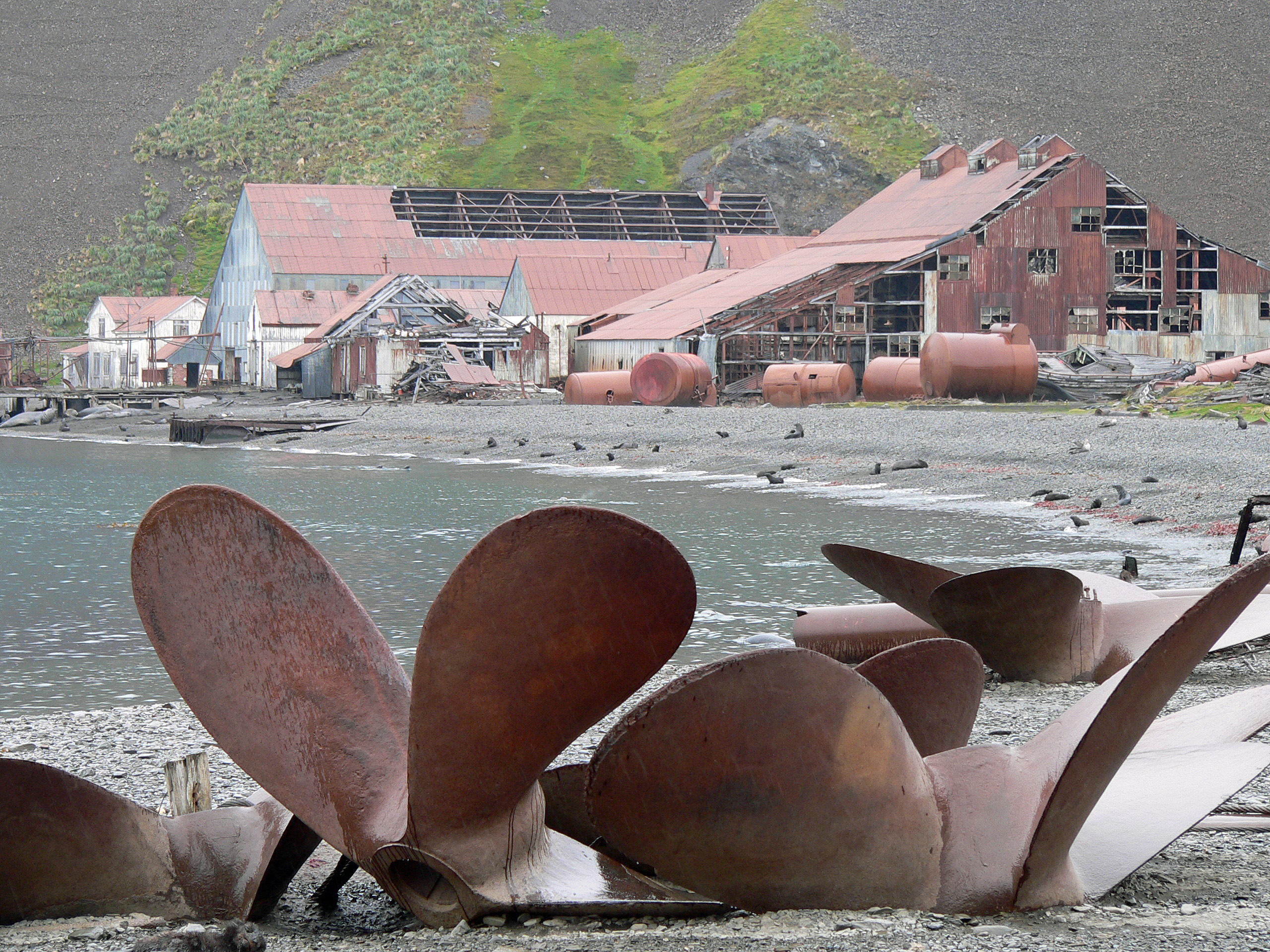
Ruinas de Stromness.
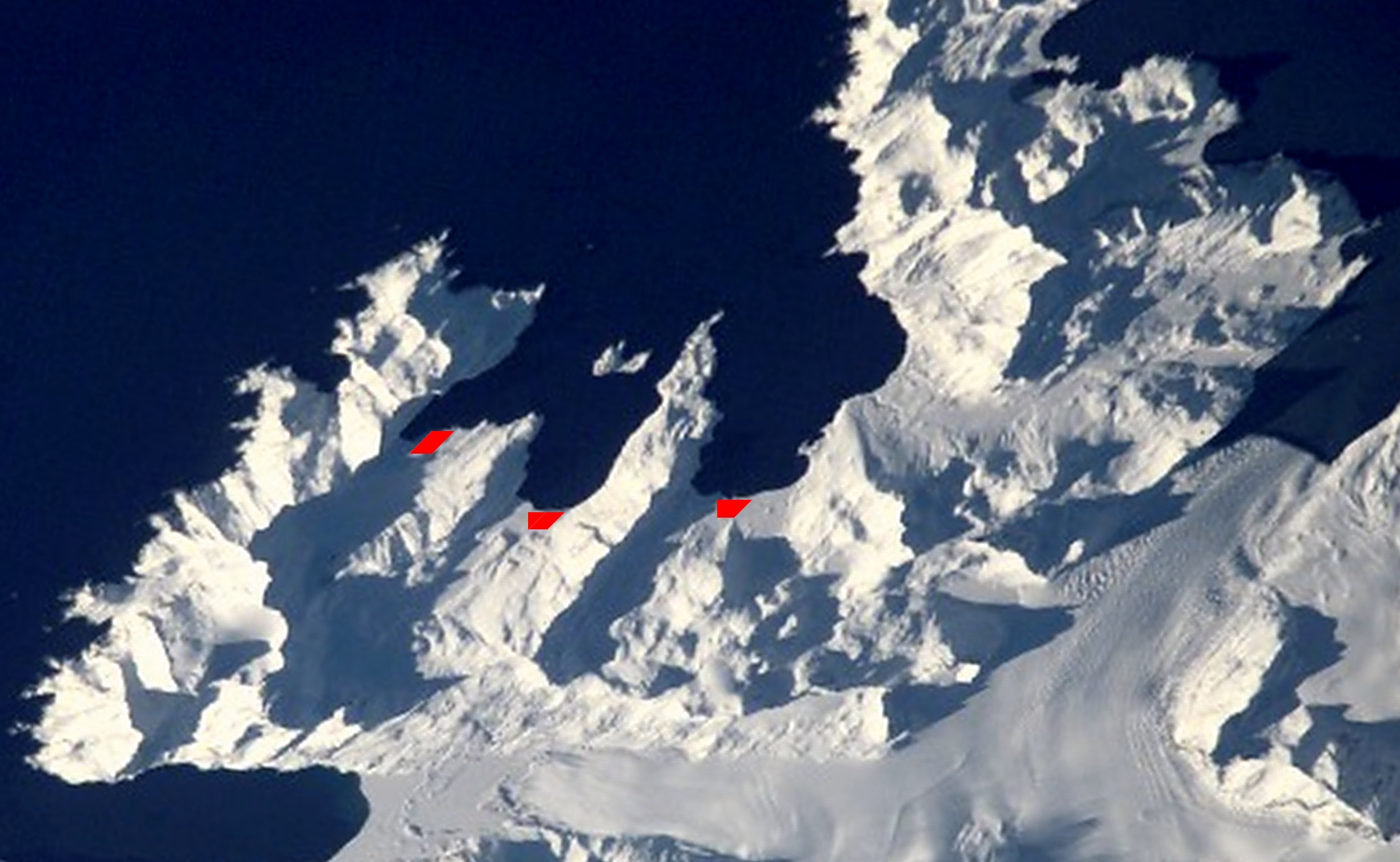
Bahía Stromness con (de izquierda a derecha) Husvik, Stromness y Puerto Leith.